# Super League 2008
La Super League de 2008 fue la 114.ª temporada del rugby league de Inglaterra y la decimotercera edición con la denominación de Super League, es el torneo de rugby league más importante de Inglaterra.

## Formato
Los equipos se enfrentaron en formato de todos contra todos, los primeros seis clasificados disputaron la postemporada.
Se otorgaron 2 puntos por cada victoria, 1 por el empate y 0 por la derrota.

## Desarrollo

### Tabla de posiciones
| Pos. | Equipo               | Encuentros | Encuentros | Encuentros | Encuentros | Tantos | Tantos | Tantos | Puntos |
| Pos. | Equipo               | PJ         | PG         | PE         | PP         | F      | C      | Dif.   | Puntos |
| ---- | -------------------- | ---------- | ---------- | ---------- | ---------- | ------ | ------ | ------ | ------ |
| 1    | St. Helens           | 27         | 21         | 1          | 5          | 940    | 457    | +483   | 43     |
| 2    | Leeds Rhinos         | 27         | 21         | 0          | 6          | 863    | 413    | +450   | 42     |
| 3    | Catalans Dragons     | 27         | 16         | 2          | 9          | 694    | 625    | +69    | 34     |
| 4    | Wigan Warriors       | 27         | 13         | 3          | 11         | 648    | 698    | −50    | 29     |
| 5    | Bradford Bulls       | 27         | 14         | 0          | 13         | 705    | 625    | +80    | 28     |
| 6    | Warrington Wolves    | 27         | 14         | 0          | 13         | 690    | 713    | −23    | 28     |
| 7    | Hull Kingston Rovers | 27         | 11         | 1          | 15         | 564    | 713    | −149   | 23     |
| 8    | Wakefield Trinity    | 27         | 11         | 0          | 16         | 574    | 760    | −186   | 22     |
| 9    | Harlequins RL        | 27         | 11         | 0          | 16         | 569    | 763    | −194   | 22     |
| 10   | Huddersfield Giants  | 27         | 10         | 1          | 16         | 638    | 681    | −43    | 21     |
| 11   | Hull FC              | 27         | 8          | 1          | 18         | 538    | 699    | −161   | 17     |
| 12   | Castleford Tigers    | 27         | 7          | 1          | 19         | 593    | 869    | −276   | 15     |

|  | Clasificados a postemporada. |

### Postemporada

#### Fase Preliminar
| 12 de septiembre | Wigan Warriors | 30 - 14 | Bradford Bulls |  |  |

| 13 de septiembre | Dragons Catalans | 46 - 8 | Warrington Wolves |  |  |

#### Finales de eliminación
| 19 de septiembre | Dragons Catalans | 26 - 50 | Wigan Warriors |  |  |

#### Finales de clasificación
| 20 de septiembre | St Helens RFC | 38 - 10 | Leeds Rhinos |  |  |

#### Semifinal
| 26 de septiembre | Leeds Rhinos | 18 - 14 | Wigan Warriors |  |  |

#### Final
| 4 de octubre | St Helens RFC | 16 - 24 | Leeds Rhinos | Old Trafford, Mánchester        |  |
|              |               |         |              | Asistencia: 68.810 espectadores |  |

| Bandera de Inglaterra |
| Campeón Leeds Rhinos  |
| Sexto título          |